# فينالين
فينالين هو هيدروكربون عطري متعدد الحلقات له الصيغة الكيميائية C13H10 ويتكون من اندماج ثلاث حلقات سداسية، وهو مصاوغ لمركب الفلورين

## التحضير
يحضر المركب انطلاقاً من 3,2-ثنائي هيدرو-1H-فينالين-1-ول، والذي يحصل عليه من الكيتون الموافق بإجراء تفاعل اختزال عضوي.

## الخواص
يعد مركب الفينالين مركباً طليعياً لأنيون وكاتيون يتصفان بالثبات والاستقرار.
مثل باقي مركبات الهيدروكربونات العطرية متعددة الحلقات (PAHs) فإن الفينالين يعد من ملوثات الغلاف الجوي عند احتراق الوقود الأحفوري.

## اقرأ أيضاً
- فلورين